# 하비에르 치카
프란시스코 하비에르 "하비" 치카 토레스(Francisco Javier "Javi" Chica Torres, 1985년 5월 17일~ )는 스페인의 전 축구 선수이다. 그는 2004년 'RCD 에스파뇰'에 입단하였다.